# Elecciones generales del Reino Unido de 1979
Las elecciones generales del Reino Unido de 1979 se realizaron el jueves 3 de mayo de 1979. El Partido Conservador, liderado por Margaret Thatcher, desbancó al gobierno laborista del primer ministro James Callaghan, obteniendo una mayoría parlamentaria de 43 escaños. Estas elecciones fueron las primeras de cuatro victorias consecutivas del Partido Conservador, y Thatcher se convirtió en la primera jefa de gobierno electa del Reino Unido y de Europa, marcando el comienzo de 18 años de gobierno para los conservadores y 18 años de oposición para los laboristas.
El 28 de marzo de 1979, tras la derrota del referéndum sobre la devolución de poderes a Escocia, Thatcher presentó una moción de censura contra el gobierno laborista de Callaghan, que fue aprobada por un solo voto (311 a 310), lo que desencadenó elecciones generales seis meses antes del final del mandato. Fue el primer gobierno en perder una moción de censura en la Cámara de los Comunes desde el primer gobierno laborista liderado por Ramsay MacDonald en octubre de 1924.
La campaña laborista se vio obstaculizada por el recuerdo reciente de una serie de conflictos laborales y huelgas durante el invierno de 1978-79, conocido como el Invierno del Descontento, y el partido centró su campaña en el apoyo al Servicio Nacional de Salud y al pleno empleo.

## Resultados
|  | 43.9 % |

|  | 36.9 % |

|  | 13.8 % |

|  | 0.8 % |

|  | 0.3 % |

|  | 1.6 % |

|  | 0.4 % |

|  | 0.4 % |

|  | 0.1 % |

|  | 0.1 % |

|  | 0.1 % |

|  | 0.6 % |

|  | 0.3 % |

|  | 0.1 % |

|  | 0.1 % |

|  | 0.1 % |

|  | 0.1 % |

|  | 0.1 % |

|  | 0.1 % |

|  | 0.1 % |

|  | 0.1 % |

|  | 0.1 % |

|  | 76 % |

### Resumen de resultados
| \| Voto popular \| Voto popular \| Voto popular \| Voto popular \| Voto popular \| \| --------------------------- \| --------------------------- \| ------------ \| ------------ \| ------------ \| \| \| \| \| \| \| \| Conservador \| Conservador \| \| 43.9 % \| 43.9 % \| \| Laborista \| Laborista \| \| 36.9 % \| 36.9 % \| \| Liberal \| Liberal \| \| 13.8 % \| 13.8 % \| \| SNP \| SNP \| \| 1.6 % \| 1.6 % \| \| UUP \| UUP \| \| 0.8 % \| 0.8 % \| \| Frente Nacional \| Frente Nacional \| \| 0.6 % \| 0.6 % \| \| Plaid Cymru \| Plaid Cymru \| \| 0.4 % \| 0.4 % \| \| Socialdemócrata y Laborista \| Socialdemócrata y Laborista \| \| 0.4 % \| 0.4 % \| \| DUP \| DUP \| \| 0.4 % \| 0.4 % \| \| Alianza \| Alianza \| \| 0.4 % \| 0.4 % \| \| Others \| Others \| \| 1.2 % \| 1.2 % \| |                             |  |        |        |
| Voto popular |                             |  |        |        |
| |                             |  |        |        |
| Conservador | Conservador                 |  | 43.9 % | 43.9 % |
| Laborista | Laborista                   |  | 36.9 % | 36.9 % |
| Liberal | Liberal                     |  | 13.8 % | 13.8 % |
| SNP | SNP                         |  | 1.6 %  | 1.6 %  |
| UUP | UUP                         |  | 0.8 %  | 0.8 %  |
| Frente Nacional | Frente Nacional             |  | 0.6 %  | 0.6 %  |
| Plaid Cymru | Plaid Cymru                 |  | 0.4 %  | 0.4 %  |
| Socialdemócrata y Laborista | Socialdemócrata y Laborista |  | 0.4 %  | 0.4 %  |
| DUP | DUP                         |  | 0.4 %  | 0.4 %  |
| Alianza | Alianza                     |  | 0.4 %  | 0.4 %  |
| Others | Others                      |  | 1.2 %  | 1.2 %  |

### Resumen de asientos
| \| Escaños \| Escaños \| Escaños \| Escaños \| Escaños \| \| ----------- \| ----------- \| ------- \| ------- \| ------- \| \| \| \| \| \| \| \| Conservador \| Conservador \| \| 53.4 % \| 53.4 % \| \| Laborista \| Laborista \| \| 42.4 % \| 42.4 % \| \| Liberal \| Liberal \| \| 1.8 % \| 1.8 % \| \| UUP \| UUP \| \| 0.8 % \| 0.8 % \| \| DUP \| DUP \| \| 0.5 % \| 0.5 % \| \| Others \| Others \| \| 1.3 % \| 1.3 % \| |             |  |        |        |
| Escaños |             |  |        |        |
| |             |  |        |        |
| Conservador | Conservador |  | 53.4 % | 53.4 % |
| Laborista | Laborista   |  | 42.4 % | 42.4 % |
| Liberal | Liberal     |  | 1.8 %  | 1.8 %  |
| UUP | UUP         |  | 0.8 %  | 0.8 %  |
| DUP | DUP         |  | 0.5 %  | 0.5 %  |
| Others | Others      |  | 1.3 %  | 1.3 %  |